# Melosira
Genre
Melosira est un genre d’algues de la famille des Melosiraceae, dans la division des Bacillariophyta (diatomées).

## Étymologie
Le nom de genre Melosira, est formé du préfixe melo-, « en référence au melon », et du suffixe -sir, « corde ; chaine », en référence à la structure des colonies de cette diatomée, qui font penser à de petites chaines de melons.

## Synonymes
Melosira a pour synonymes :
- Gaillionella Bory de Saint-Vincent, 1826[2]
- Gaillonella J.B.M. Bory de Saint-Vincent, 1825[2]
- Gallionella[2]

## Liste des espèces, formes et variétés
Selon ITIS (6 mars 2021) :
- forme Melosira granulata f. spiralis Grunow
- variété Melosira distans var. africana O. Müll.
- variété Melosira distans var. laevissima Grunow
- variété Melosira distans var. perglabra (Ostrup) Jorgensen, 1948
- variété Melosira granulata var. curvata
- variété Melosira granulata var. procera (Ehrenberg) Grunow
- variété Melosira islandica var. helvetica
- variété Melosira islandica var. vanernsis (Cleve-euler) Cleve-euler
- Melosira americana Hustedt
- Melosira arctica
- Melosira borreri
- Melosira crenulata (Ehrenb.) Kütz.
- Melosira dendroteres (Rabenh.) R. Ross
- Melosira dickiei (Thwaites) Kütz.
- Melosira dubia
- Melosira herzogii Lemm.
- Melosira hummi
- Melosira hyperborea
- Melosira italica (Ehrenb.) Kütz.
- Melosira jurgensii
- Melosira lineata
- Melosira lirata
- Melosira longispina Hust.
- Melosira moniliformis (O. F. M.) Agardh.
- Melosira neosphaerica Van Landingham, 1971
- Melosira nummuloides
- Melosira nyassensis
- Melosira octogona
- Melosira polaris Grunow, 1884
- Melosira prichalcea (Mert. Ex Juerg.) Kuetz.
- Melosira setosa
- Melosira sol
- Melosira solida
- Melosira sulcata Ehr & Kuetz
- Melosira undulata (Ehrenb.) Kütz.
- Melosira varians C. Agardh

Selon Paleobiology Database (6 mars 2021) :
- Melosira complexa
- Melosira westii

Selon World Register of Marine Species (6 mars 2021) :
- Melosira accinctus Hohn & Hellerman, 1963
- Melosira aculeifera Scheschukova-Poretzkaya in Scheschukova-Poretzkaya & Moissejeva, 1964
- Melosira adeliae Manguin, 1957
- Melosira aequalis Agardh, 1832
- Melosira africana Leuduger-Fortmorel, 1898
- Melosira agassizii Ostenfeld, 1909
- Melosira agria Pantocsek, 1905
- Melosira akkavaarensis Tynni, 1982
- Melosira albicans Sheshukova, 1961
- Melosira alphabetica Mann, 1937
- Melosira alternans Pouchet, 1893
- Melosira ambigua (Grunow) O.F.Müller
- Melosira americana Kützing, 1844
- Melosira anastomosans Grunow in Van Heurck, 1882
- Melosira angustissima Neizvestnova-Zhadina, 1941
- Melosira annularis Eichwald, 1847
- Melosira anormal Van Heurck, 1882
- Melosira antarctica Van Heurck, 1909
- Melosira antiqua A.I.Moiseeva, 1963 †
- Melosira architecturalis Brun in Schmidt & al., 1892 †
- Melosira arctica Dickie, 1852
- Melosira arcuata Pantocsek, 1892
- Melosira arenosa Moore ex Hassall, 1852
- Melosira areolata O.Müller, 1904
- Melosira argus Otto Müller, 1904
- Melosira arundinacea F.S.Castracane degli Antelminelli
- Melosira astridae D. Metzeltin & H. Lange-Bertalot, 2007
- Melosira atlymica Rubina, 1962
- Melosira aueri Cleve-Euler, 1948
- Melosira bacillosa Otto Müller, 1903
- Melosira baicalensis (K.I.Meyer) Wislouch
- Melosira baikalensis S.Wislouch, 1924
- Melosira bellicosa Héribaud, 1903
- Melosira biharensis Pantocsek, 1886
- Melosira biseriata (Ehrenberg) Schmidt in Schmidt & al., 1892
- Melosira bituminosa Pantocsek
- Melosira biwae Mori, 1974
- Melosira bongrainii M. Peragallo, 1921
- Melosira borreri Greville, 1833
- Melosira borreri sensu Wyatt
- Melosira borrerii
- Melosira bottnica Grunow in Cleve & Möller, 1879
- Melosira boulayana Peragallo in Héribaud, 1902
- Melosira brandinii L.F.Fernandes & R.M.Souza-Mosimann, 2001
- Melosira bruni M.Peragallo & Héribaud-Joseph
- Melosira caliginosa Hanna, 1927
- Melosira campaniensis Moshkovitz, Ehrlich & Soudry, 1983
- Melosira camusi Héribaud-Joseph
- Melosira canadensis Hustedt, 1952
- Melosira canalifera J.-J.Brun & Héribaud-Joseph
- Melosira caputmedusae Pantocsek, 1886
- Melosira carconensis Grunow in Van Heurck, 1882
- Melosira caspica Henckel, 1909
- Melosira catenata Brun, 1895
- Melosira charcotii M. Peragallo, 1921
- Melosira cincta Pantocsek, 1886
- Melosira circulata
- Melosira clavigera Grunow in Van Heurck, 1882
- Melosira clypeus J. Brun in Brun & Tempère, 1889
- Melosira complexa Lohman, 1948
- Melosira concinna Castracane, 1866
- Melosira constricta Akimova, 1940
- Melosira cornuta Tempère & Brun in Brun & Tempère, 1889
- Melosira coronaria M. Peragallo in Peragallo & Peragallo, 1911
- Melosira coronaria Mann, 1907
- Melosira coronata (Ehrenberg) Kützing
- Melosira coronata sensu Kutzing, 1849
- Melosira costata Greville, 1866
- Melosira crassa K.E. Lohman, 1957
- Melosira crenulata Cleve & Möller
- Melosira crenulatata
- Melosira cretacea Jousé, 1951
- Melosira cribrosa Brebisson in W. Smith, 1857
- Melosira cristata Pantocsek, 1889
- Melosira crotonensis sensu Wolle, 1890
- Melosira crucicula G.B.De Toni
- Melosira crucipunctata Bachmann, 1936
- Melosira csakyana Pantocsek, 1913
- Melosira cucullata Chen, 1980
- Melosira curvatula Janisch in Schmidt & al., 1892
- Melosira cycola Ehrenberg
- Melosira dactylus (Ehrenberg) Tempère & Peragallo, 1914
- Melosira davidsonii Schmidt in Schmidt & al., 1893
- Melosira de vriesii Otto Müller, 1903
- Melosira deblockii H.F.Van Heurck
- Melosira decipiens Grove in Schmidt & al., 1893
- Melosira decussata (Ehrenberg) Kützing
- Melosira dendrophila (Ehrenberg) R.Ross & P.A.Sims, 1978
- Melosira densserrae Long, Fuge & Smith, 1946
- Melosira dentata H.L. Smith, 1884
- Melosira denticulata K.E. Lohman, 1957
- Melosira dewildemanii Van Heurck, 1909
- Melosira dickiei (Thwaites) Kützing, 1849
- Melosira discigera Agardh, 1824
- Melosira dispersa Carter, 1966
- Melosira dougetii Manguin, 1957
- Melosira dozyana Kützing
- Melosira dubia Kützing, 1844
- Melosira duplicata Schmidt in Schmidt & al., 1893
- Melosira dura Mann, 1925
- Melosira echinata E.E.Manguin
- Melosira echinus Frenguelli, 1938
- Melosira elegans Mukhina in Jousé & Mukhina, 1978
- Melosira elongata Jousé, 1966
- Melosira excentrica Pantocsek, 1892
- Melosira excurrens Nygaard, 1956
- Melosira exspectata Schmidt in Schmidt & al., 1892
- Melosira fausta A.W.F.Schmidt, 1892 †
- Melosira fennoscandica Cleve-Euler, 1943
- Melosira ferox Schmidt in Schmidt & al., 1892
- Melosira forolivensis Forti in Tempère & Peragallo, 1914
- Melosira fragilis (Roth) Kützing, 1833
- Melosira frigida Jousé, 1959
- Melosira fungiformis Pantocsek, 1892
- Melosira gardneri I.Kaczmarska, 1985 †
- Melosira garganica Rabenhorst, 1853
- Melosira gelida Cleve, 1883
- Melosira geometrica Hanna, 1932
- Melosira gessneri F.Hustedt, 1965
- Melosira globifera (D.Carmichael) Harvey
- Melosira glomus F.C.Castracane degli Antelminelli
- Melosira godfroyi M. Peragallo, 1921
- Melosira goetzeana O.Müller
- Melosira goretzkyi Tscheremissinova, 1956
- Melosira gothica Cleve-Euler, 1951
- Melosira gowenii Schmidt in Schmidt & al., 1892
- Melosira grandis Perty, 1852
- Melosira granulata Otto Müller, 1903
- Melosira granulata Otto Müller, 1904
- Melosira granulata auct. non (Ehrenberg)
- Melosira granulata sensu L.W. Bailey, 1861
- Melosira granulosa O.Müller
- Melosira grovei Schmidt in Schmidt & al., 1892
- Melosira guillauminii Manguin ex Kociolek & Reviers, 1996
- Melosira haradaae Pantocsek, 1892
- Melosira helvetica (O.F.Müller) Cleve-Euler, 1911
- Melosira helvetica Ailio, 1915
- Melosira heribaudii Brun in A. Schmidt, 1893
- Melosira herzogii Lemmermann
- Melosira hetrurica Kützing, 1844
- Melosira heufleri G.G.A.Meneghini
- Melosira hibschii Reichelt, 1897-1900
- Melosira hispanica Hajós, 1982
- Melosira hispida C.Janisch
- Melosira hispida H. Peragallo, 1888
- Melosira hispida sensu Schmidt in Schmidt & al., 1893
- Melosira hokkaidoana Pantocsek, 1892
- Melosira hormoides Montagne, 1939
- Melosira hummii Hustedt, 1955
- Melosira hunanica Chen & Zhu †
- Melosira hungarica Pantocsek, 1892
- Melosira hungarica Schmidt in Schmidt & al., 1892
- Melosira hustedti Krasske, 1939
- Melosira hyalina Castracane, 1886
- Melosira hyalina K.E. Lohman, 1957
- Melosira hyalina Karsten, 1905
- Melosira hyalina Sypniewsky, 1860
- Melosira hyalinula De Toni, 1894
- Melosira hyperborea Grunow, 1882
- Melosira ignota Rubina, 1962
- Melosira imperfecta Héribaud, 1903
- Melosira incertum Leuduger-Fortmorel, 1898
- Melosira incompta Mann, 1925
- Melosira incorrupta Carter, 1966
- Melosira indica Skvortzov
- Melosira inflexa (Roth) Guiry, 2019
- Melosira inordinata Lohman & Andrews, 1968
- Melosira interrupta Lohman & Andrews, 1968
- Melosira irregularis O.Müller
- Melosira irregularis Pantocsek, 1889
- Melosira islandica Cleve-Euler, 1938
- Melosira islandica O.F.Müller, 1906
- Melosira italica (Ehrenberg) Kützing, 1844
- Melosira italica Hustedt, 1942
- Melosira italica Komarenko, 1956
- Melosira italica Otto Müller, 1906
- Melosira japonica F.Meister, 1913
- Melosira japonica Pantocsek, 1892
- Melosira jeanbertrandiana Van de Vijver & Crawford
- Melosira jenyssejana Henckel, 1926
- Melosira jilinensis Huang †
- Melosira jilinensis Huang in Huang & al., 1983 †
- Melosira johnesii Meyer, 1925
- Melosira juergensii sensu Vanhoffen, 1897
- Melosira jurgensi
- Melosira jurgensii Kützing
- Melosira jutlandica Grunow
- Melosira jüergensii
- Melosira kamtschatica Grunow ex Cleve & Moller, 1877
- Melosira karelica Mölder, 1951
- Melosira karsteni Mangin, 1915
- Melosira kochii Pantocsek, 1892
- Melosira kondeensis Otto Müller, 1904
- Melosira labuensis Cleve, 1883
- Melosira lacustris Chase, 1886
- Melosira laevis (Ehrenberg) J.Ralfs
- Melosira laevissima Grunow, 1882
- Melosira lauterbornii Pantocsek, 1908
- Melosira lentigera (Carmichael) Harvey
- Melosira lineata (Dillwyn) C.Agardh, 1824
- Melosira lineolata sensu Grunow, 1884
- Melosira lirata (Ehrenberg) Kützing, 1844
- Melosira loczyi Pantocsek, 1889
- Melosira lolia Hanna, 1927
- Melosira lucida Cleve-Euler, 1939
- Melosira lyrata Ehrenberg
- Melosira lyrata Grunow in A. Schmidt, 1893
- Melosira madagascariensis Schmidt in Schmidt & al., 1893
- Melosira magnusii Otto Müller, 1904
- Melosira major Grove in Schmidt & al., 1892
- Melosira mareei Kufferath, 1956
- Melosira margarita K.E. Lohman, 1957
- Melosira marginata Hajós, 1968
- Melosira mauryana Héribaud-Joseph
- Melosira mbasiensis Otto Müller, 1904
- Melosira mediterranea Grunow in Van Heurck, 1882
- Melosira medusa Mann, 1907
- Melosira melinitica Pantocsek, 1886
- Melosira mexicana Grunow ex Cleve & Möller, 1878
- Melosira micropunctata K.E. Lohman, 1957
- Melosira mikkelsenii Nygaard, 1956
- Melosira miniliformis
- Melosira minima Hajós, 1968
- Melosira minuta Héribaud, 1903
- Melosira minutula F.J.Chauvin
- Melosira miocaenica E.A.Cheremisinova
- Melosira mirabilis Brun in Schmidt & al., 1892
- Melosira moisseevae Lupikina, 1984
- Melosira moniliformis (O.F.Müller) C.Agardh, 1824
- Melosira monospina
- Melosira montagnei (Kützing) N.G.W.Lagerstedt
- Melosira mucosa Manguin, 1915
- Melosira muelleri VanLandingham, 1971
- Melosira muscigena Iwahashi, 1936
- Melosira mutabilis Otto Müller
- Melosira muzzanensis Meister, 1912
- Melosira naegeli Ralfs in Pritchard, 1861
- Melosira natans Hilse, 1863
- Melosira neocaledonica Kociolek & Reviers
- Melosira neocaledonica Manguin, 1962
- Melosira neogena Pantocsek, 1913
- Melosira neosphaerica VanLandingham, 1971
- Melosira neostriata VanLandingham, 1971
- Melosira nivalis W.Smith, 1855
- Melosira nobilis Greville, 1865
- Melosira normannii Arnott in Van Heurck, 1882
- Melosira nuda Hajós, 1959
- Melosira nuda K.E. Lohman, 1957
- Melosira nummuloides Greville
- Melosira nummuloides W. Smith
- Melosira nummuloides sensu Vanhoffen, 1897
- Melosira nummulus A.F.Meunier, 1915
- Melosira numulina Agardh
- Melosira nyassensis Otto Müller, 1904
- Melosira nygaardii Camburn, 1986
- Melosira oamaruensis Grove & Sturt, 1887
- Melosira ochracea (A.W.Roth) J.Ralfs
- Melosira octogona A.W.F.Schmidt, 1893
- Melosira oculus (Ehrenberg) Kützing
- Melosira oculuschamaeleontis Ehernberg, 1844 (1845)
- Melosira oestrupi Cleve-Euler, 1910
- Melosira omma Cleve
- Melosira orbifera Brun in Schmidt & al., 1892
- Melosira ordinata (Kützing)
- Melosira orichalcea (Mertens ex Jürgens) Kützing, 1833
- Melosira orichalcea sensu Brun, 1880
- Melosira ornata Grunow
- Melosira ornata auct. non Grunow, 1884
- Melosira ostrupi A. Cleve
- Melosira ostrupii Héribaud in Héribaud & al., 1920
- Melosira papilio Mukhina in Jousé & Mukhina, 1978
- Melosira papillifera Hendey, 1972
- Melosira patera J.A. Long, D.P. Fuge & J. Smith, 1946
- Melosira paucipunctata K.E. Lohman, 1957
- Melosira pella Lohman & Andrews, 1968
- Melosira pensacolae Schmidt in Schmidt & al., 1893
- Melosira peragalloii Pantocsek, 1892
- Melosira perglabra Østrup, 1910
- Melosira perpusilla Frenguelli, 1923
- Melosira pethoei (Pantocsek)
- Melosira pfaffiana Reinsch, 1867
- Melosira plana (Ehrenberg) Kützing, 1849
- Melosira polaris Grunow, 1884
- Melosira polymopha
- Melosira ponderosa K.E. Lohman, 1957
- Melosira pontificalis Brun in Schmidt & al., 1893
- Melosira prae-angustissima Jousé, 1952
- Melosira praeclara Schmidt in Schmidt & al., 1892
- Melosira praedistans
- Melosira praegranulata
- Melosira praeislandica
- Melosira praetermissa V.A.Nikolajev, 1965 †
- Melosira pseudoamericana Camburn in Camburn & Kingston, 1986
- Melosira pseudogranulata Cleve-Euler, 1948
- Melosira pulchella Hustedt, 1952
- Melosira punctata (W.Smith) J.Dannf., 1882
- Melosira punctata Grunow in A. Schmidt, 1893
- Melosira puncticulosa Otto Müller, 1903
- Melosira punctissima K.E. Lohman, 1957
- Melosira punctulosa Bethge, 1925
- Melosira pusilla F.Meister, 1913
- Melosira pyxis Otto Müller
- Melosira radiato-sinuata Chen, 1980
- Melosira recedens Schmidt in Schmidt, 1892
- Melosira rieufii Héribaud, 1908
- Melosira robusta Hustedt, 1952
- Melosira roeseana Rabenhorst, 1852
- Melosira roeseana sensu Schmidt & al., 1893
- Melosira roseana Rabenhorst
- Melosira rostratis Zakrzewski, 1934
- Melosira royatensis VanLandingham, 1971
- Melosira salina Kützing, 1844
- Melosira samoensis Schmidt in Schmidt & al., 1892
- Melosira sanctae crucis H. Peragallo in Tempère & Peragallo, 1909
- Melosira saratoviana Pantocsek, 1889
- Melosira sarmatica Pantocsek, 1889
- Melosira saturnalis Brun in Schmidt & al., 1892
- Melosira scabrosa Østrup, 1908
- Melosira scalaris Grunow, 1882 †
- Melosira schawoi Pantocsek, 1908
- Melosira schroederi J.Woloszynska
- Melosira scopos Mann, 1907
- Melosira selecta Schmidt in Schmidt & al., 1892
- Melosira semilaevis Grunow in Van Heurck, 1882
- Melosira separanda A.W.F.Schmidt
- Melosira setosa J.R.Carter, 1966
- Melosira siberica A.W.F.Schmidt, 1892 †
- Melosira siberica Skabichevskii, 1963
- Melosira similis Hustedt, 1942
- Melosira simplex Mann, 1937
- Melosira sinensis Chen, 1980
- Melosira sol Kützing, 1849
- Melosira sol sensu Skvortzow, 1937
- Melosira solitoria Manguin ex Kociolek & Reviers, 1996
- Melosira sparsepunctata Hajós, 1974
- Melosira sphaerica Héribaud, 1903
- Melosira sphaerica Karsten, 1905
- Melosira spinifera Hustedt, 1927
- Melosira spinosa Greville
- Melosira spinosa Pantocsek, 1892
- Melosira spinuligera M.Peragallo
- Melosira spinulosa Hustedt, 1952
- Melosira spiralis (Ehrenberg) Kützing
- Melosira steffanssoni Østrup, 1918 (1920)
- Melosira strangulata Héribaud, 1908
- Melosira striata M. Peragallo & Héribaud in Héribaud, 1893
- Melosira striata Otto Müller, 1904
- Melosira subflexilia Kützing, 1833
- Melosira subflexilis Kützing, 1833
- Melosira subflexilis sensu Schmidt in Schmidt & al., 1893
- Melosira subhyalina Van Heurck, 1909
- Melosira subornata Schmidt in Schmidt & al., 1892
- Melosira subsalsa Cleve-Euler, 1912
- Melosira subsetosa Manguin, 1960
- Melosira subtilis Van Goor, 1924
- Melosira tahitiensis Castracane, 1886
- Melosira tcherniae Manguin, 1960
- Melosira tcherniai Manguin, 1957
- Melosira temperei Pantocsek, 1892
- Melosira tenella Nygaard, 1956
- Melosira tenuis Otto Muller ex Lemmermann, 1903
- Melosira tenuissima Grunow, 1882
- Melosira teres Brun, 1892
- Melosira thermalis Meneghini, 1845
- Melosira thompsonii Harvey, 1841
- Melosira thrypsia Barron, 1975
- Melosira thumii Pantocsek, 1889
- Melosira timensis Oksiyuk, 1960
- Melosira transitus Carter & Denny, 1987
- Melosira transylvanica Pantocsek, 1892
- Melosira triannula K.E. Lohman, 1957
- Melosira tricostata Gleser in Gleser & Posnova, 1964
- Melosira trimorpha (Otto Müller)
- Melosira tropica P.L.Crouan & H.M.Crouan
- Melosira truncata E.Grove
- Melosira tuantianensis C.Huang †
- Melosira tuberculosa Cleve, 1881
- Melosira tubulata Eichwald, 1860
- Melosira turgida Ehrlich, 1973
- Melosira undulata (Ehrenberg) Kützing, 1844
- Melosira vangeliana Pantocsek & Greguss in Greguss, 1913
- Melosira vanheurckii M. Peragallo, 1921
- Melosira varennarum M. Peragallo & Héribaud in Héribaud, 1893
- Melosira variabilis McLaughlin in McLaughlin & Stone, 1986
- Melosira varians C.Agardh, 1827
- Melosira variante Agardh, 1832
- Melosira variata Otto Müller
- Melosira vetustissima Hajós & Stradner in Hajós, 1974
- Melosira vilida (Grunow) Meister
- Melosira vitrea Lohman & Andrews, 1968
- Melosira wildemannii Van Heurck, 1909
- Melosira wrightii O'Meara, 1869
- Melosira yangbajingensis Huang, 1979
- Melosira youngi Skvortzov
- Melosira zachariae Castracane
- Melosira zachariasi Castracane, 1894
- Melosira zeileri Grunow in Schmidt & al., 1893

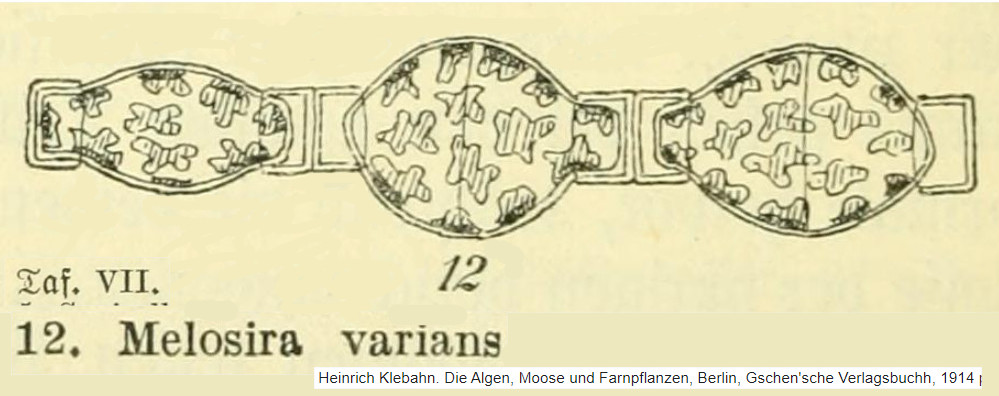
Melosira varians (d'après H. Klebahn).